# Guerra do Hífen
Guerra do Hífen (no checo, Pomlčková válka, no eslovaco, Pomlčková vojna - literalmente "guerra do traço") foi um nome irônico dado ao conflito sobre como chamar a Checoslováquia após a queda do governo comunista.
O conflito ocorreu entre os representantes da República Eslovaca e os da República Checa junto as instâncias federais da República Federal Checa e Eslovaca sobre o nome oficial e corrente do país, a Checoslováquia. Esse conflito ocorreu entre novembro de 1989 com o início da Revolução de Veludo e 1 de janeiro de 1993 com o "Divórcio de Veludo" e a dissolução dos órgãos federais do país.